# 沃洛韋
49°39′53″N 24°18′23″E / 49.66472°N 24.30639°E
沃洛韋（烏克蘭語：Волове），是烏克蘭西部的村莊，隸屬利維夫州的利維夫區。該村面積1.02平方公里，海拔高度390米，2001年人口325，人口密度每平方公里318.63人。